# Cithaerias similigena
Cithaerias similigena är en fjärilsart som beskrevs av Ferreira D'almeida 1951. Cithaerias similigena ingår i släktet Cithaerias och familjen praktfjärilar. Inga underarter finns listade i Catalogue of Life.